# Arrinera

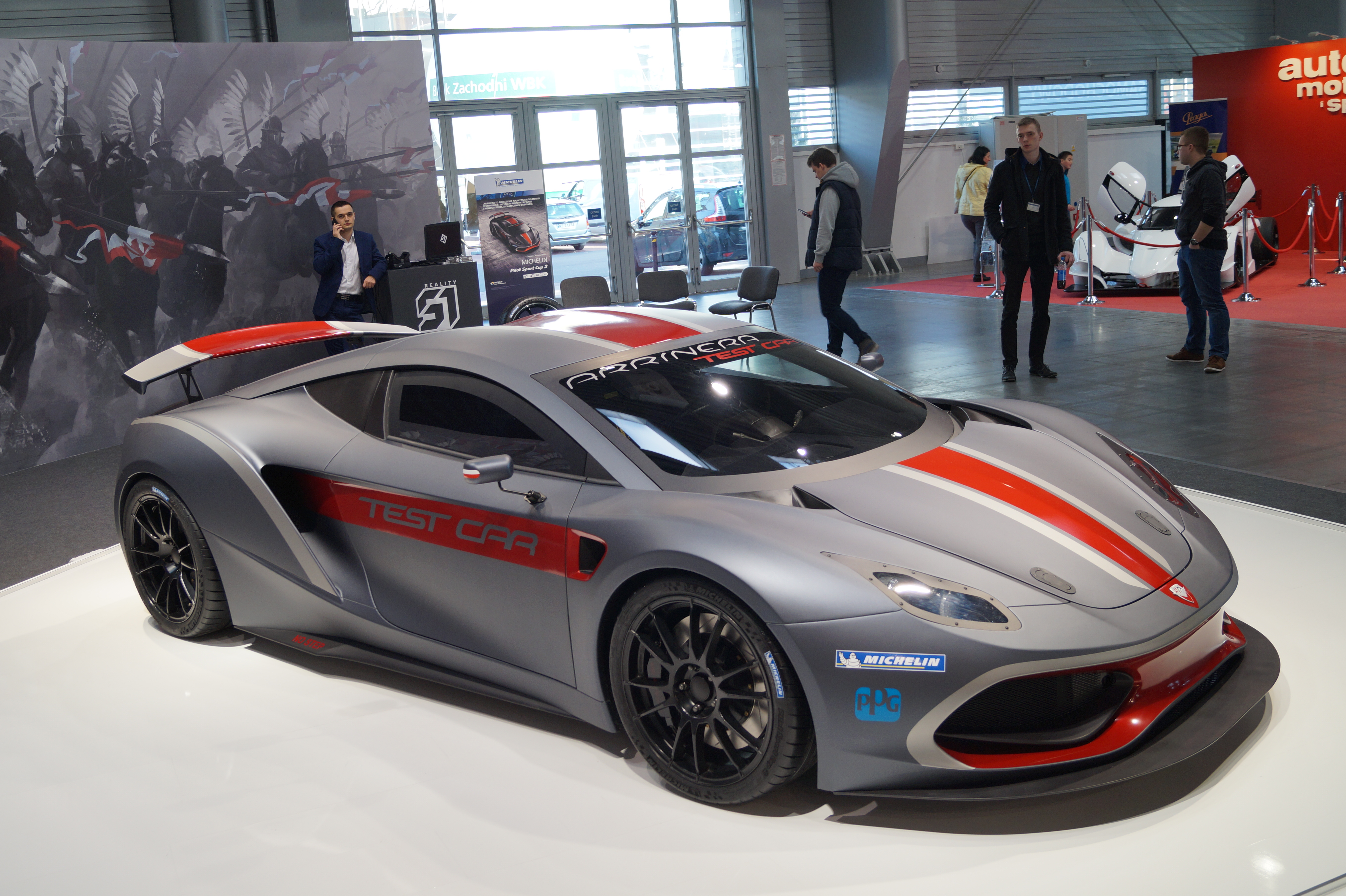
Arrinera Hussarya podczas targów Poznań Motor Show 2015

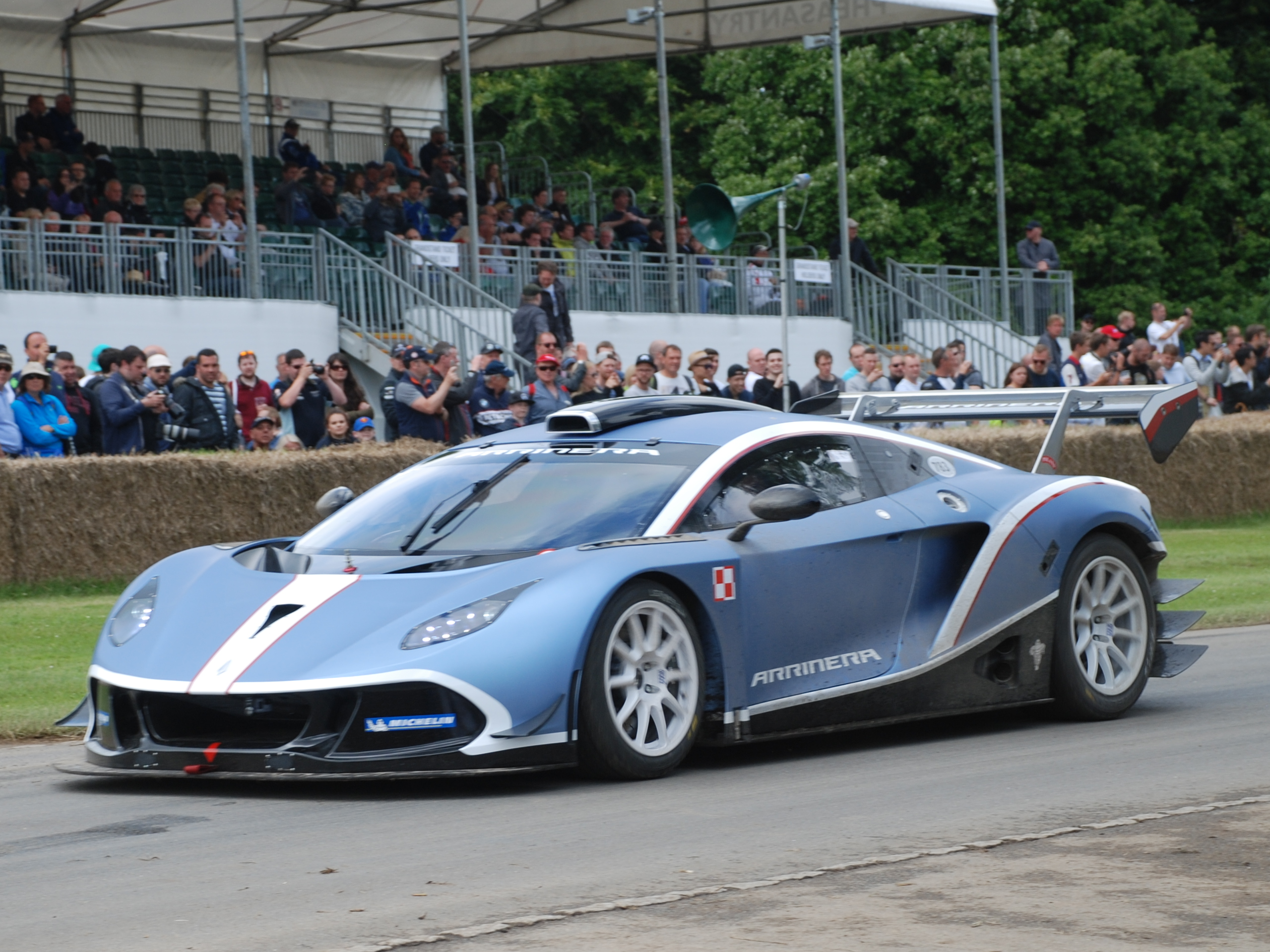
Arrinera Hussarya GT podczas Goodwood Festival Of Speed, 2016

Arrinera S.A. – dawna polska spółka rozwijająca bez powodzenia projekt własnej produkcji supersamochodów i samochodów wyścigowych, z siedzibą w Warszawie, działająca w latach 2008–2021.

## Historia

### Veno Automotive
Początkowo za nazwę warszawskiej firmy obrano Veno Automotive i to pod taką marką miał zostać skonstruowany pierwszy prototyp, o którym pierwsze informacje w polskich mediach pojawiły się w 2008. Na początku wrzesnia tego samego roku zostało otwarte biuro projektowe, gdzie rozpoczęły się prace nad planowanym seryjnym supersamochodem z inicjatywy Łukasza Tomkiewicza - głównego pomysłodawcy projektu polskiego supersamochodu. W lutym 2010 zakończono prace nad stylistyką ówczesnego Veno, a kwietniu - ukończony został projekt kabiny pasażerskiej.

### Arrinera
Niespełna rok po ukończeniu wyglądu projektu Veno, w 2011 roku zdecydowano się na rebranding. Z połączenia słów: baskijskiego arintzea (opływowy) i włoskiego vero (prawdziwy) powstała nazwa Arrinera, która stała się nową nazwą spółki: początkowo Arrinera Automotive, a następnie krócej, Arrinera S.A. Prototyp pojazdu zaprezentowano akcjonariuszom i inwestorom w czerwcu 2011 roku, kiedy też pierwszy jeżdzący prototyp przeszedł testy drogowe. W listopadzie spółka ogłosiła nazwę swojego planowanego samochodu, Hussarya, czerpiąc ją od staropolskiej transkrypcji husarii. W sierpniu 2012 roku przedstawiono finalny, zmodyfikowany w stosunku do pierwotnego jeżdżącego prototypu, wygląd zewnętrzny samochodu. W 2014 roku z kolei nabyto spółkę Copernicus Yachts w celu zmiany nazwy na Arrinera i kontynuację projektu samochodowego w ramach działalności spółki publicznej, która wcześniej, w 2011 na rynku, była notowania na giełdzie NewConnect.
Na przełomie września i października 2014 testowano w Warszawie samochód bez nadwozia, który posiadał jedynie ramę. W tym samym czasie na lotnisku w Białej Podlaskiej przeprowadzono testy aerodynamiki i układu jezdnego. W kwietniu 2015 na targach motoryzacyjnych Poznań Motor Show odbyła się prezentacja kolejnej, zmodyfikowanej i mającej docelowo trafić do produkcji Hussaryi. Arrinera podczas poznańskiej wystawy obwieściła też plany skonstruowania specjalnej, limitowanej do 33 egzemplarzy edycji Hussarya 33 o przeznaczeniu torowym.
Pół roku później, podczas jesiennych targów Warsaw Motor Show 2015, zaprezentowano wyścigową odmianę Hussaryi o nazwie GT. W sierpniu 2015 roku Arrinera Automotive i Politechnika Warszawska rozpoczęły z kolei trzyletni program badawczy, który miał na celu usprawnić rozwijany projekt pod kątem dopracowania technologicznego. W styczniu 2016 na targach międzynarodowych Autosport International Racing Car Show w brytyjskim Birmingham swoją światową premierę miała ostatnia, mająca wskazywać na postęp w pracach konstrukcyjnych, wariacja Hussarii GT. Pojazd miał być produkowany na indywidualne zamówienie potencjalnych klientów.

### Koniec projektu
15 sierpnia 2021 media opublikowały oświadczenie prezesa Arrinera S.A., w którym poinformował akcjonariuszy spółki o braku płynności finansowej oraz zasobów na dalszy rozwój swojego projektu supersamochodu. Potwierdzono tym samym, że ostatecznie zrezygnowano z dalszych prac nad Arrinerą Hussaryą i samochód nie trafi do produkcji. Przedsięwzięcie łącznie realizowane było przez 13 lat, nie wykraczając w budowę seryjnych samochodów i kończąc się na noszących różne nazwy prototypach.

## Modele samochodów

### Niezrealizowane
- Hussarya (2014)
- Hussarya GT (2016)
- Hussarya 33 (2016)